# Adapsilia angustifrons
Adapsilia angustifrons är en tvåvingeart som beskrevs av Mario Bezzi 1914. Adapsilia angustifrons ingår i släktet Adapsilia och familjen Pyrgotidae. Inga underarter finns listade i Catalogue of Life.